# Saint-Léger-lès-Domart
Saint-Léger-lès-Domart är en kommun i departementet Somme i regionen Hauts-de-France i norra Frankrike. Kommunen ligger i kantonen Domart-en-Ponthieu som tillhör arrondissementet Amiens. År 2022 hade Saint-Léger-lès-Domart 1 813 invånare.

## Befolkningsutveckling
Antalet invånare i kommunen Saint-Léger-lès-Domart
| Referens: INSEE |